# Teach on Mars
Teach on Mars est une start-up française située à Sophia Antipolis, spécialisée dans l'édition de solutions d’apprentissage mobile destinées à la formation professionnelle,. Depuis fin 2023, Teach on Mars est une filiale à 100% de LumApps.

## Histoire
L’entreprise a été fondée en 2013 par Vincent Desnot, Tanguy Deleplanque et Quentin Dérunes.
Après une première collaboration avec différents médias (Psychologies Magazine[source insuffisante], Doctissimo), l'entreprise se lance dans l'édition de logiciels pour la formation professionnelle. Selon les dires de l'un des fondateurs, en 2016-2017, la croissance annuelle aurait été de 150%,.
En 2017, l’entreprise lève 2,2 millions d’euros auprès de BpiFrance et d'investisseurs privés avec l'ambition de se développer en Europe. En 2018, l'entreprise est classée en 135e position dans un classement de L'Express consacré aux start-ups.
En janvier 2019, une nouvelle levée de fonds est annoncée ; la société communique un chiffre de 7 millions d’euros afin de poursuivre le développement de partenariats et le programme de recherche.
En décembre 2023, la société devient filiale à 100% de LumApps.

## Récompenses
- 2017 : Start-up de l’année, dans le cadre des Trophées de l'Éco, décernés par le Groupe Nice-Matin[11].
- 2017 : Coup de cœur du jury des Business France Orange Awards, dans le cadre du Mobile World Congress[8].
- 2018: Lauréat du Pass French Tech en Provence-Alpes-Côte d’Azur[12]. Ce label récompense les entreprises avec une forte croissance[13],[14].
- 2019 : Prix de Bronze du Learning & Performance Institute (catégorie Transformation Digital Learning)[15].
- 2020 : Prix Bronze du Learning & Performance Institute (catégorie Learning Technologies)[16]